# Søren Lerby
Søren Lerby, född 1 februari 1958, är en dansk före detta fotbollsspelare känd som en av dansk fotbolls största profiler under landslagets framgångsrika 1980-tal. Han spelade 67 A-landskamper för Danmark och representerade landet under EM 1984, VM 1986 och EM 1988. 
På klubbnivå spelade Lerby mestadels i Nederländerna där han vann ligan sammanlagt sju gånger med PSV Eindhoven och Ajax, men också i Tyskland där han hos Bayern München vann två ligatitlar och två cupsegrar. Den största framgången på klubblagsnivå blev Europacupsegern 1988 med PSV.
Idag är Lerby spelaragent. Han har varit gift med den nederländska sångerskan Willeke Alberti.

## Meriter

### I klubblag
Ajax
- Eredivisie (5): 1976/77, 1978/79, 1979/80, 1981/82, 1982/83
- KNVB Cup (2): 1978/79, 1982/83

 Bayern München
- Bundesliga (2): 1984/85, 1985/86
- DFB-Pokal (Västtyska cupen) (2): 1983/84, 1985/86

 PSV Eindhoven
- Eredivisie (2): 1987/88 och 1988/89
- KNVB Cup (3): 1987/88, 1988/89 och 1989/90
- Europacupen (1): 1987/88

### I landslag
Danmark
- Spel i EM 1984 (semifinal), VM 1986 (åttondelsfinal), EM 1988 (gruppspel)
- 67 landskamper, 10 mål